# Las muchachas de azul
Las muchachas de azul es una película española, estrenada en 1957.

## Argumento
Ana, Pilar y Olga comparten profesión: Las tres son empleadas de unos grandes almacenes en Madrid y, debido al color de su uniforme, son conocidas como Las chicas de azul. Pero también comparten una ambición: casarse con el hombre de sus sueños. En el caso de Ana (Analía Gadé), el galán elegido es un solterón recalcitrante, llamado Juan (Fernando Fernán Gómez). Olga prefiere un rico caballero con coche propio y Pilar pretende ganar un concurso en la radio. 

## Reparto
| Intérprete              | Personaje                     |
| ----------------------- | ----------------------------- |
| Analía Gadé             | Ana                           |
| Fernando Fernán Gómez   | Juan Ferrandis                |
| Tony Leblanc            | Pepe - el taxista             |
| Licia Calderón          |                               |
| Antonio Ozores          | Julio                         |
| Vicky Lagos             | Olga                          |
| Lucía Prado             | Pilar                         |
| Ena Sedeño              | Madre de Ana                  |
| José Luis López Vázquez | Álvaro                        |
| Margot Prieto           |                               |
| Mario Berriatúa         | Jaime                         |
| Luisa Sala              |                               |
| Leo Anchóriz            | Carlos - novio de Pilar       |
| Xan das Bolas           | Felipe - padre de Ana         |
| María Gámez             |                               |
| Erasmo Pascual          | Pepe - padre de Olga          |
| Rosa Palomar            |                               |
| Carlos Díaz de Mendoza  |                               |
| Luisa Puchol            |                               |
| Francisco Bernal        |                               |
| Vicky Gómez             |                               |
| Aníbal Vela             |                               |
| Tina G. Vidal           |                               |
| Eduardini               |                               |
| Amalia Ariño            |                               |
| Jesús Puente            | Don César                     |
| José María Gavilán      |                               |
| José María Tasso        | Amigote de Paco               |
| Juan Cazalilla          | Hombre que saluda a Don César |
| Manolita Mercader       |                               |
| Ángel Álvarez           | Payaso                        |
| Fernando Delgado        | Paco                          |
| José Manuel Ramírez     |                               |
| Antonio Padilla         |                               |
| Ricardo Bueno           |                               |
| Miguel de la Riva       | Cliente con sombrero          |
| Matías Prats            | Narrador                      |
| Juan Maján              |                               |
| Antonio Molino Rojo     |                               |
| Enrique Núñez           |                               |
| Jerónimo Montoro        |                               |

- Datos: Q9035606